# Syromalankarski Kościół katolicki

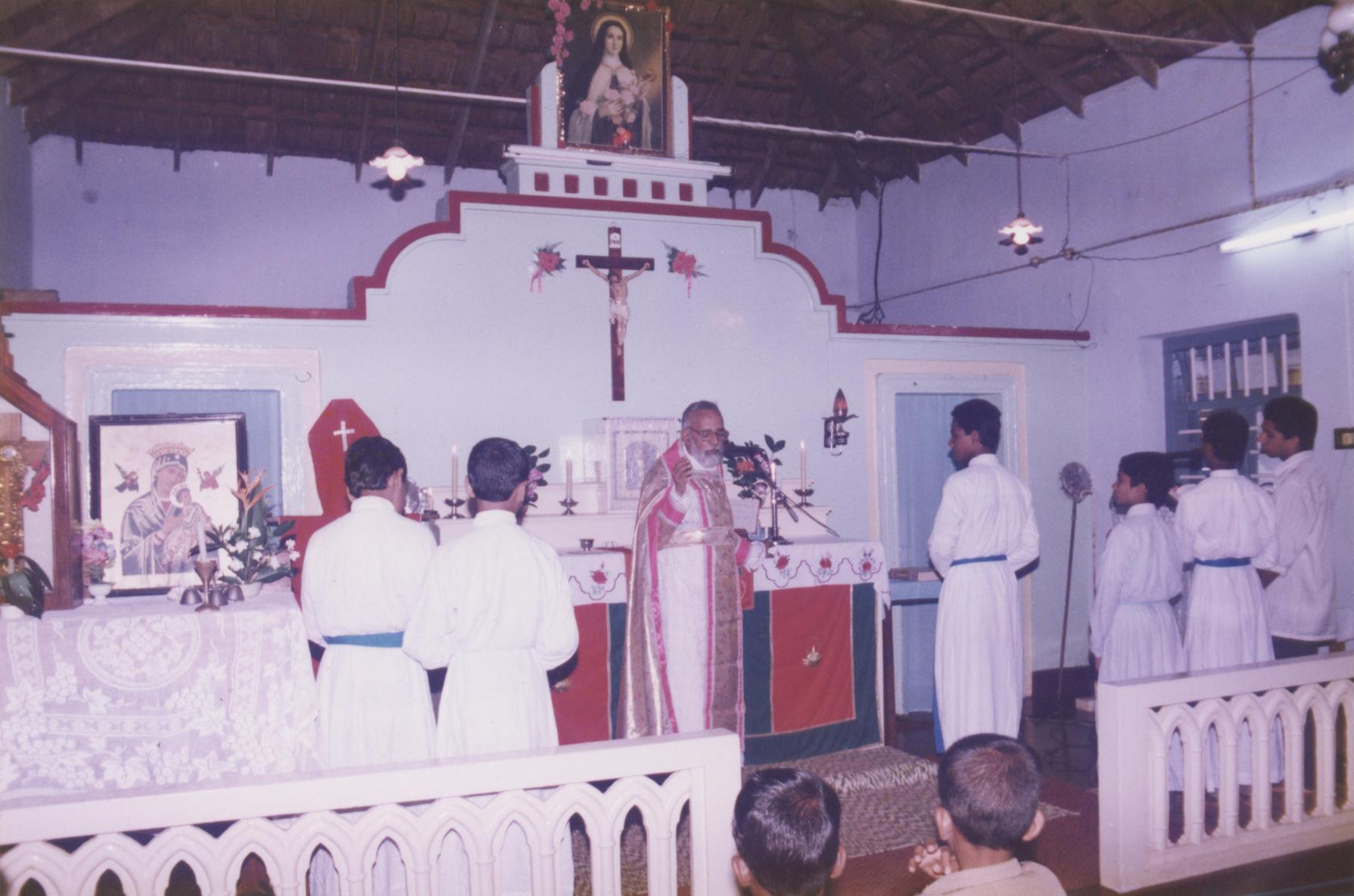
Syromalankarska msza katolicka, Kundara, Little Flower Church, archieparchia Trivandrum, 1998

Syromalankarski Kościół katolicki – jeden z katolickich Kościołów obrządku wschodniego wywodzący się z tradycji św. Tomasza Apostoła oraz patriarchatu antiocheńskiego (zob. Kościół syryjski). 
Od 2005 r. posiada status Kościoła arcybiskupiego większego, na którego czele stoi arcybiskup Thiruvananthapuram.
W liturgii obrządku antiocheńskiego używa się języka syriackiego i malajalam. Liczbę wyznawców ocenia się na ponad 445 tys., głównie w południowoindyjskim stanie Kerala na Wybrzeżu Malabarskim.

## Historia
Syromalankarski Kościół katolicki powstał na tle schizmy w łonie Kościoła malankarskiego, którą wywołał w 1909 roku spór pomiędzy patriarchą syriackiego Kościoła prawosławnego patriarchatu antiocheńskiego, Mar Abdallahem Sattufem a przywódcą chrześcijan malabarskich obrządku zachodniosyriackiego (rytu antiocheńskiego) Mar Dionizym VI, co doprowadziło do podziałów w łonie Kościoła syriackiego w Indiach.
Powstanie Syromalankarskiego Kościoła Katolickiego związane jest z działalnością rektora szkoły religijnego Bractwa Naśladowania Jezusa Chrystusa w Betanii (Indie), którym od 1919 r. był ksiądz Ghiverghis (Ghiverghis – Jerzy) Panikerveetil. Wyświęcony w 1925 r. na biskupa, jako Mar Ivanios (Jan), został następnie metropolitą w 1928 r.
W 1926 r. w Parumala w czasie synodu grupy syriackiej uznającej władzę katolikosa Dionizego, Mar Ivanios domagał się zakończenia schizmy, głosząc jedność Kościoła chrześcijańskiego i prymat biskupa Rzymu. Synod zgodził się na udzielenie Mar Ivaniosowi pozwolenia na prowadzenie rozmów z Kościołem rzymskokatolickim, ale z zastrzeżeniem, by syriacy z Indii mogli zachować obrządek antiocheński, a biskupi mogli pozostać na swych dotychczasowych stanowiskach. Stolica Apostolska przyjęła te warunki, ale również z zastrzeżeniem, aby zbadać ważność chrztu oraz święceń kapłańskich i biskupich.
Mimo przychylnego stanowiska Watykanu, tylko dwóch z pięciu biskupów było gotowych przyłączyć się do unii. Byli to Mar Ivanios i podległy mu biskup Tiruvalli Mar Teofil, dołączył do nich jeszcze jeden ksiądz, jeden diakon i jedna osoba świecka. Tych pięciu ludzi złożyło katolickie wyznanie wiary stając się zalążkiem katolickiego Kościoła syromalankarskiego . Następnie dwa zgromadzenia Naśladowania Jezusa Chrystusa, męskie i żeńskie, również złożyły takie same, katolickie wyznanie wiary. Mar Ivanios i Mar Teofil zostali uznani przez Rzym za biskupów katolickich 20 września 1930 r., a 1932 r. syromalankarski Kościół katolicki otrzymał z rąk papieża Piusa XI rangę Kościoła katolickiego sui iuris i organizację metropolii, na której czele stanął Mar Ivanios jako arcybiskup Thiruvananthapuram, z podległym mu biskupstwem diecezjalnym w Triuvalli.
Kościół syro-malankarski posiada bogatą liturgię i ciekawe formy życia monastycznego, łączące tradycje wschodniego i zachodniego chrześcijaństwa oraz hinduistycznych Indii. Wśród zgromadzeń zakonnych warto wymienić Zakon Naśladowania Chrystusa (ICO), zwany Betanią (Bethany Ashram), a także Kurisumala Ashram – zgromadzenie będące gałęzią zakonu cystersów, który przyjął liturgię syryjską i praktykuje surową ascezę.
10 lutego 2005 r. papież Jan Paweł II nadał Syro-Malankarskiemu Kościołowi katolickiemu statut arcybiskupstwa większego, mianując dotychczasowego arcybiskupa Thiruvananthapuram Cyrila Mar Baseliosa Malancharuvil arcybiskupem większym i ustanawiając go zwierzchnikiem czterech diecezji (eparchii) w Tiruvalla, Bathery, Marthandam, Moovatupuzha. Głowa Syromalankarskiego Kościoła Katolickiego bywa nieoficjalnie nazywana katolikosem, co niekiedy wywołuje protesty watykańskich prawników i syriackich hierarchów ortodoksyjnych.

## Organizacja
Obecnie Kościół syromalankarski ma następującą organizację:
- metropolia Trivandrum
  - archieparchia Trivandrum
  - eparchia Marthandom
  - eparchia Mavelikara
  - eparchia Parassala
  - eparchia Pathanamthitta
- metropolia Tiruvalla
  - archieparchia Tiruvalla
  - eparchia Battery
  - eparchia Muvattupuzha
  - eparchia Puthur
- eparchia św. Jana Chryzostoma w Gurgaon (podlega bezpośrednio Stolicy Apostolskiej)
- eparchia św. Efrema w Khadki (podlega bezpośrednio Stolicy Apostolskiej)
- eparchia Najświętszej Maryi, Królowej Pokoju, w Stanach Zjednoczonych i Kanadzie (podlega bezpośrednio Stolicy Apostolskiej).

Ponadto funkcjonują ekstraterytorialne regiony (ETR) grupujące parafie i misje syromalankarskie:
- Bliski Wschód (Extra Territorial Region in Middle East): Arabia Saudyjska, Bahrajn, Katar, Kuwejt, Oman, Zjednoczone Emiraty Arabskie – podległy bezpośrednio arcybiskupowi większemu Trivandrum;
- Europa i Oceania (wizytator apostolski: bp Yoohanon Theodosius Kochuthundil, eparcha Muvattupuzhy):
  - Niemcy i Szwajcaria,
  - Wielka Brytania i Irlandia,
  - Włochy.

## Zwierzchnicy Kościoła
Głową Kościoła syromalankarskiego jest arcybiskup większy Trivandrum, zwany też katolikosem. Kolejno na czele Kościoła stali:
- 11 lipca 1932-15 lipca 1953 Geevarghse Ivanios Panickerveetil
- 27 stycznia 1955-10 października 1994 Benedict Varghese Gregorios Thangalathil OIC
- 29 listopada 1995-18 stycznia 2007 Cyril Baselios Malancharuvil OIC, od 2005 jako arcybiskup większy
  - 18 stycznia 2007-10 lutego 2007 Geevarghese Mar Divannasios (administrator)
- od 10 lutego 2007 Baselios Cleemis Thottunkal, kardynał